# 白宫 (热那亚)

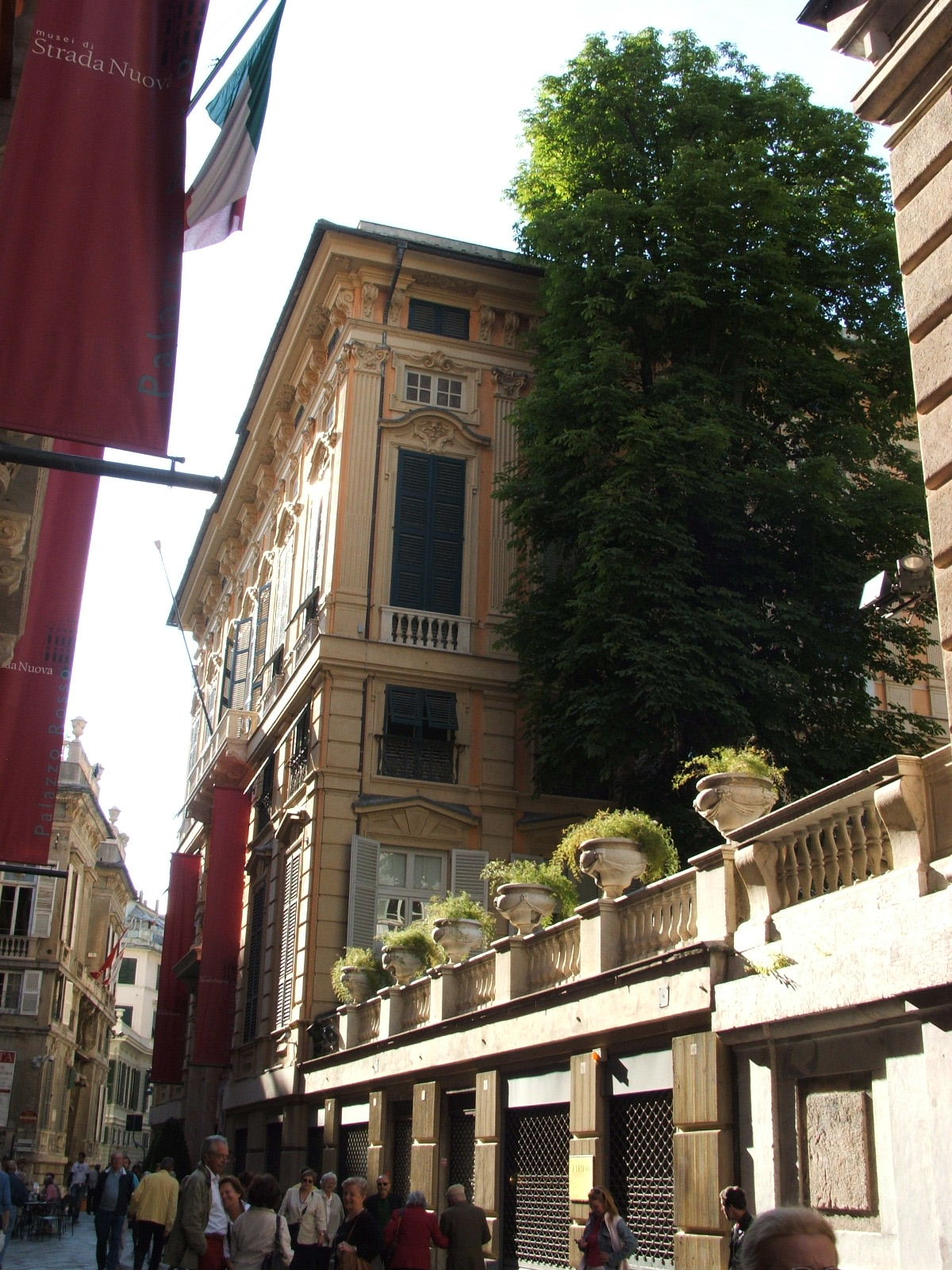
白宫

白宫 (義大利語：Palazzo Bianco）是意大利, 热那亚市中心的一座重要建筑，位于加里波第街（原名新街）11号。
白宫内设有巨大的市立美术馆，连同附近的红宫和多利亚-图尔西宫，一同构成街道末端的新街博物館。

## 历史
由热那亚最重要家族之一的成员卢卡格里马迪（Luca Grimaldi）兴建于1530年到1540年，1658年归属弗兰契家族，1711年，Federico De 弗兰契将它给予债权人玛丽亚 杜拉佐Brignole-Sale。
从1714年到1716年，新主人按照当时的口味重建这座建筑，由于外墙明亮的色彩，得到“白”宫的称号。
1899年，这个家族的最后一位成员，Galliera公爵夫人Maria Brignole Sale，将其捐赠，成为一座公共美术馆。

## 美术馆
公爵夫人在1884年的遗嘱中，捐献这座宫殿作为公共空间，“成立公共美术馆”，其藏品构成这座市立美术馆最早的核心。
1887年以后，这座美术馆通过购买众多私人藏品变得丰富起来。奥兰多格罗索、卡特利娜 Marcenaro和建筑师弗兰科·阿尔比尼策划调整收藏和战后重建宫殿，并从其他美术馆移来雕塑和壁画。
这座美术馆展现了从12世纪到17世纪欧洲绘画的全景图，包括热那亚、佛兰德斯、法国和西班牙画家。13到16世纪作品出自画家摩德纳的巴拿巴、路德维柯 Brea和卢卡·坎贝尔索（包括La Madonna della candela)之手。16世纪绘画包括威尼斯学派的保罗·委罗内塞，佛罗伦萨的菲利皮诺·里皮的作品。16世纪到18世纪荷兰和佛兰德斯绘画包括彼得·保罗·鲁本斯的《爱神与战神》、安东尼·凡·戴克的《Vertummo and Pomona》。17世纪的著名西班牙艺术家包括弗朗西斯科·德·祖巴兰、巴托洛梅·埃斯特万·牟利罗和何塞·德·里贝拉。 
17世纪和18世纪热那亚画家的活动记录在乔凡尼·贝内戴托·卡斯蒂廖内、乔凡尼·安德烈·安萨尔多、贝尔纳多·斯特罗齐、瓦莱瑞奥·卡斯泰洛、多米尼科·皮奥拉、保罗·杰罗拉莫·皮奥拉、格雷戈里奥·德·法拉利和亚历山德罗·马尼亚斯科的作品中。